# Heliophila katbergensis
Heliophila katbergensis är en korsblommig växtart som beskrevs av Wessel Marais. Heliophila katbergensis ingår i släktet solvänner, och familjen korsblommiga växter. Inga underarter finns listade i Catalogue of Life.